# 生姜糖

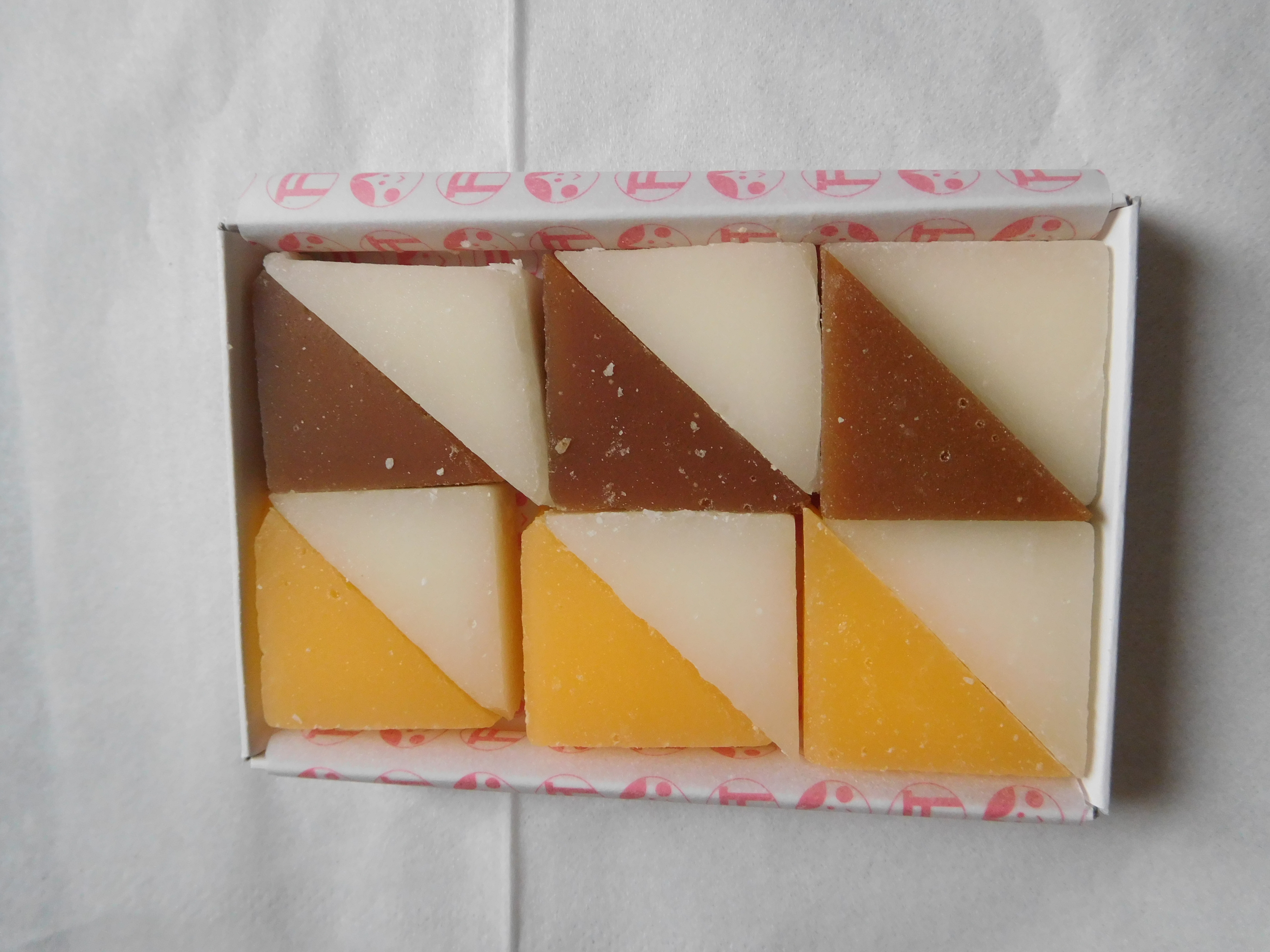
生姜糖（伊勢・岩戸屋「四季彩々 秋」）

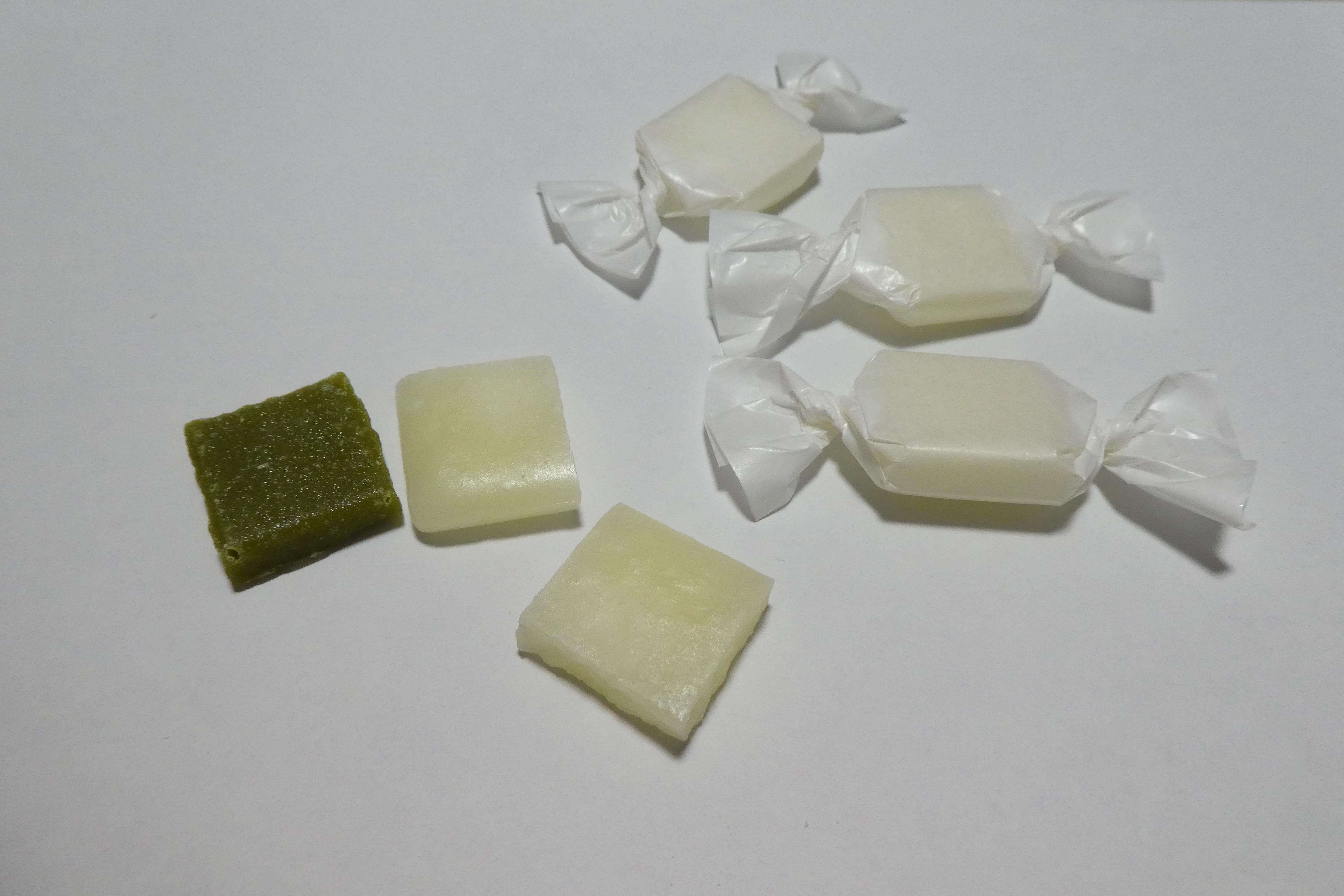
生姜糖（出雲市平田町・來間屋「ひとくち生姜糖」）

生姜糖（しょうがとう）は、生姜と砂糖を主原料とする菓子。
その製法から、次の二つに大別される。
1. 生姜の絞り汁に砂糖水を加えて煮詰め、型に入れ固めた物。生姜板。
2. 生姜を薄切りにして砂糖漬けした物。同項を参照。

本稿では、1について述べる。

## 概要
生姜糖は、歴史的にみて和菓子の一種であり、金華糖と類似性がある。
全国各地で生産されているが、著名な産地は、伊勢（三重県伊勢市）と出雲（島根県出雲市）である。
類似した製法の菓子にはハッカ糖（薄荷糖）がある。

### 伊勢の生姜糖
伊勢の生姜糖の起源は、江戸時代に遡るが延宝年間又は寛政年間という説があり明らかではない。元来は、神宮（伊勢神宮）への神饌の一つであったと伝えられる。
伊勢参りの土産品として日持ちのする生姜糖が重宝され、「伊勢の生姜糖」として全国に普及した。旅行時間が短縮され保存技術が発達した現代でも伊勢土産の定番の一つである。現在、数軒で製造販売されているが、江戸時代に遡ることのできる店はない。
現存店で最古の歴史を持つのが内宮前で営業している岩戸屋で、1910年（明治43年）に製造開始している。同店の生姜糖は、剣菱型（縦長の六角形）で、神宮大麻（伊勢神宮のお札）を模した物である。基本的には白色（生姜のみ）だが、桃色（ニッキ入り）と抹茶色（抹茶入り）もあり、3色を組み合わせて夫婦岩の日出を表現している物もある。小豆入り、長方形の物や割れた物もある（当然ながら割れたものは割安）。
大正年間創業の二光堂の一角には、まちかど博物館として生姜糖博物館が開設されている。型やラベル等が展示されている。入場無料。年中無休。開設時間9:00～16:00。

### 出雲の生姜糖
島根県出雲市平田町の來間屋（くるまや）が著名である。店主の來間屋文左衛門が、1715年（正徳5年）に初めて製造に成功したと伝え、日本元祖と言う。島根県出雲市斐川町産の出西生姜（しゅっさいしょうが）と上白糖のみを使用し、炭火で煮立てて作る。文化年間に将軍徳川家斉及び松江藩主に献上し賞賛を浴びたと伝える。形状は長方形が主流だが、一口大にしたものも販売されている。生姜の入っていない抹茶糖も製造している。